# 令外官
令外官是指律令制度下律令没有规定，但新设立的职官，相对于律令规范的令制官。令外官所管辖的政府机构被称为令外官司。
令外官的设立是为了灵活、快速应对现实的政治问题，而不受现有的律令制度束缚。令外官起源于中国，在八世纪上半叶中国的唐朝政府设置了许多新的官职。在日本，也为了符合日本国情，在令制官外大量设立令外官。

## 唐代令外官
唐代律令是继承前代官职和法律制度的汇编，完善程度非常高，不过理想的官职制度和实际需要之间存在着问题此外，但律令法典被认为体现了儒家思想，部分修改被认为是不可取的。在唐初政府体制并没有重大变化，然而到了7世纪末，武周时代，武则天为了培植对抗关陇集团的新势力，提拔大量科举出身官员，这些官员属于員外官 (权官)，指在律令定员以外的官员，但职责仍按律令规定，让政府官员的数量急剧增加。
8世纪上半叶唐玄宗时代，修改了自武则天以来一直实行的增加官职的政策，并极力压制官职的数量。然而，当时的社会现实与律令制度已有很大背离。因此开始陆续设立了与律令规定中没有负责相关职责的新官职，即令外官。许多令外官被授予“○○使”的称号，因此他们也被称为“使职”。
首先，在军事方面，由于募兵制逐渐取代名存实亡的府兵制，建立了以，并设立了令外官团练使和节度使。为了确保募兵制，军费开支不断增加，为了应对这种日益增长的财政需求，设立了度支使、盐铁使、租庸使、转运使、水陆运使等大量与财政相关的职务。此外，为了监督行政，还任命了观察使、按察使、采访使。
令外官是根据实际需要而设立的，因此逐渐取代了律令规定下的令制官掌握实权，令制官仅剩象征意义。令外官的数量逐渐扩大，由于令制官的任命需要皇帝的批准，但令外官可以由上级长官直接任命。于是，富有的人和拥有财力的地方大地主开始有机会进入官僚体制，从而导致了唐末地方地主阶级的兴起。

## 日本令外官
日本的律令制度学习自中国，但为了符合日本国情，从日本律令颁布之初就开始增设令外官，并持续增加。在大宝律令颁布后，设立了中纳言、参议、造平城京使、按察使等令外官。另外，为了培养具儒家知识的政府官员，在大學寮内设立了文章博士和明法博士，也是令外官。淳仁、孝谦天皇时代，又设立了大量的令外官，包括：造宮省、勅旨省、内豎省、法王宮職等。 
8世纪末，随着律令制日趋崩坏，桓武天皇进行了大规模的行政改革，再次积极设置令外官，以弥补律令政府的不足系统。桓武天皇在位期间，797年设置勘解由使，负责监督地方的行政事务。 9世纪上半叶，嵯峨天皇于810年设立“藏人所”，作为天皇的秘书处理机密文件。824年设置檢非違使负管轄治安和民政。 10世纪，随着地方安全局势恶化，于是设立押領使、追捕使，加强地方治安管理。
此外，884年设立了关白来辅佐天皇，关白和代表天皇行事的摄政也都是令外官，由摄政和关白主导的攝關政治取代律令规范的太政官掌控日本。另外作为日后武家政權--幕府首脑的征夷大將軍，原本也是以征服虾夷为目的的令外官。

### 日本主要令外官
- 关白
- 內大臣
- 中纳言
- 參議
- 藏人
- 文章博士（日语：文章博士）
- 征夷大將軍
- 鎮守府將軍
- 勘解由使
- 檢非違使
- 明法博士